# Петар Кружич
Петар Кружич (хорв. Petar Kružić, нім. Peter Krusitsch) — хорватський дворянин XVI століття, який був особливо відомий захистом міста Кліс від османів.

## Біографія
Кружич керував процвітаючою фортецею та містечком Кліс у Середній Далмації, що знаходиться приблизно в 15 км від Спліта, і отримав титул "Кліський князь" після цього міста.
Йому вдалося 15 років захищати Кліс від воїнів Османської імперії. У 1524 році, коли Петар Кружич їхав до Сень на кілька днів, щоб набрати солдат, місто було оточене османським генералом Мустафою. Коли Кружич повернувся через один день через порт Солін, він вразив переважну перемогу османських сил.
Після військової поразки в битві при Мохачі та падінні Обровац у 1526 році місто було оточене османами з усіх боків. Кліс був захоплений зрадою, коли Петро Кружич був в Анконі для набору нових військ. Кружич швидко відреагував і відплив назад до Клісу з близько 2000 солдатів. Він знову переміг османів і відвоював сусіднє місто Солін, яке незабаром знову було захоплене османами.
Кружич завжди міг розраховувати на допомогу Ватикану: папи Климента VII і Павла III, знав, це і цінував, та настільки його підтримали, що султан Сулейман I навіть проголосив, що Кліс - папське місто, саме тому його треба завоювати.
У 1535 році османи були заманені в пастку і розбиті в стінах міста Кліс, яке як вони вважали, перемогли. Коли Солін був завойований османами в 1536 році, війська Османської імперії підготувалися до вирішальної битви за Кліс. Після нападу на місто через рік 3000 німецьких солдатів та 700 італійців (яких послав папа Павло III ) вступили в бій з Кружичем. Після того, як турки почали кричати з гори гучним криком, німецькі та італійські війська традиційно відступили і залишили Кружича наодинці з кількома чоловіками на полі бою.
Кружич не зміг врятуватися і був убитий османськими солдатами. Після його смерті Кліс був переданий без бою за умови, що турки повинні мати контроль над навколишньою територією, але не над містом.